# Паж (нижний приток Ёлнати)
Паж — река в Юрьевецком районе Ивановской области России, нижний приток Ёлнати, впадает справа.
Длина — 13 км, площадь водосборного бассейна — 57 км². Исток — южнее деревни Беляево, впадает в залив реки Ёлнати Горьковского водохранилища на Волге у деревни Царёво.

## Данные водного реестра
По данным государственного водного реестра России относится к Верхневолжскому бассейновому округу, водохозяйственный участок реки — Волга от города Кострома до Горьковского гидроузла (Горьковское водохранилище), без реки Унжа, речной подбассейн реки — Волга ниже Рыбинского водохранилища до впадения Оки. Речной бассейн реки — (Верхняя) Волга до Куйбышевского водохранилища (без бассейна Оки).
Код объекта в государственном водном реестре — 08010300412110000013933.